# حصانة دبلوماسية
الحصانة الدبلوماسية (بالإنجليزية: Diplomatic Immunity)‏ هي نوع من الحصانة القانونية وسياسة متبعة بين الحكومات تضمن عدم ملاحقة ومحاكمة الدبلوماسيين تحت طائلة قوانين الدولة المضيفة. تم الاتفاق على الحصانة الدبلوماسية كقانون دولي في مؤتمر فيينا للعلاقات الدبلوماسية الذي عقد في 1961.
الحَصانة الدبلوماسية مصطلح قانوني للامتياز الذي يمُنح إلى بعض الناس الذين يعيشون في البلاد الأجنبية. وهو يسمح لهم أن يظلوا خاضعين لسلطة القوانين في بلادهم. فالسفراء أو الوزراء والوكلاء الدبلوماسيون الآخرون يُمْنَحون هذا الامتياز. ومثل هؤلاء الوكلاء لا يمكن القبض عليهم لمخالفة قوانين البلاد التي يُرسلون إليها. ولكن إذا خالفوا القوانين المحلية فإن حكوماتهم قد تطالب باستدعائهم، وهناك اتفاقات دولية تنظم معاملة الوكلاء الدبلوماسيين والمكان الطبيعي الذي تشغله السفارات وأماكن المندوبين الرسميين، والقنصليات في البلاد الأجنبية.
الحصانة الدبلوماسية واحدة من الاوراق السياسية والقانونية الرابحة للاشخاص الدبلوماسيين الذين يواجهون الضغوطات والتهديدات الممارسة من قبل الأنظمة التي تطالب بمحاكمتهم أو تصفيتهم في بعض الأحيان وتعتبر الوسيلة المثلى لكف هذه الضغوطات.